# Bielice (gmina)
Bielice – gmina wiejska położona w województwie zachodniopomorskim, w północno-zachodniej części powiatu pyrzyckiego. 
Siedzibą gminy są Bielice.
Gmina stanowi 11,6% powierzchni powiatu.
Miejsce w województwie (na 114 gmin):
- powierzchnia 101.
- ludność 110.

W gminie czynny jest urząd pocztowy: Bielice k. Pyrzyc (nr 74-202).

## Położenie
Sąsiednie gminy:
- Kozielice i Pyrzyce (powiat pyrzycki)
- Banie, Gryfino i Stare Czarnowo (powiat gryfiński)

Do 31 grudnia 1998 gmina wchodziła w skład województwa szczecińskiego. W momencie utworzenia gminy wchodziła w skład "dużego" woj. szczecińskiego.

## Demografia
Gminę zamieszkuje 7,1% ludności powiatu.

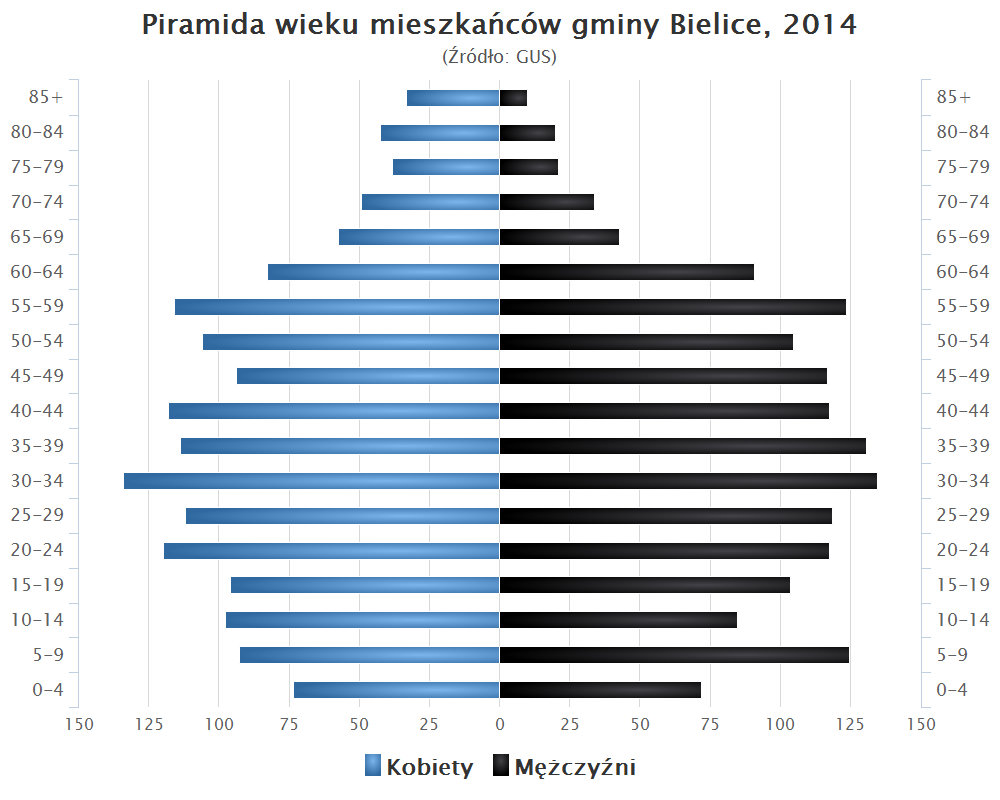
Piramida wieku mieszkańców gminy Bielice w 2014 roku

## Przyroda i turystyka
Gmina leży na równinach: Pyrzycko-Stargardzkiej i Wełtyńskiej. Przez gminę przepływa rzeka Bielica uchodząca do pobliskiego Jeziora Będogoszcz. Północno-wschodnia część przylega do Jeziora Będgoszcz. Przez wieś Babinek położoną w północnej części prowadzi czerwony szlak turystyczny "Przez Trawiastą Buczynę". Tereny leśne zajmują 7% powierzchni gminy, a użytki rolne 84%.

## Komunikacja
Odległość z Bielic do stolicy powiatu, Pyrzyc wynosi 15 km.
Bielice (stacja Bielice Parsów) uzyskały połączenie kolejowe w 1898 po wybudowaniu linii kolejowej z Chwarstnicy do Pyrzyc. W 1996 linia Gryfino-Chwarstnica-Pyrzyce została zamknięta.

## Zabytki
- kościół w Babinie
- kościół w Swochowie
- kościół w Nowym Chrapowie
- pałac w Swochowie

## Samorząd
W 2016 r. wykonane wydatki budżetu gminy wynosiły 11,9 mln zł, a dochody budżetu 12,8 mln zł. Zobowiązania samorządu (dług publiczny) według stanu na koniec 2016 r. wynosiły 13,7 mln zł, co stanowiło 106,7% poziomu dochodów.
Każda z osobna wsi w gminie ma utworzone swoje własne sołectwo: Babin, Babinek, Będgoszcz, Bielice, Chabowo, Chabówko, Linie, Nowe Chrapowo, Nowe Linie, Parsów, Stare Chrapowo i Swochowo.

## Miejscowości
Miejscowości gminy Bielice: Babin, Babinek, Będgoszcz, Bielice, Chabowo, Chabówko, Linie, Nowe Chrapowo, Nowe Linie, Parsów, Stare Chrapowo i Swochowo.